# خوسيه بازوالدو
خوسيه بازوالدو (بالإسبانية: José Basualdo)‏ (مواليد 20 يونيو 1963) هو لاعب كرة قدم. يلعب مع منتخب الأرجنتين لكرة القدم. سبق له أن لعب في كأس العالم لكرة القدم مع منتخب بلاده.

## روابط خارجية
- خوسيه بازوالدو على موقع الاتحاد الدولي (مؤرشف)  (الإنجليزية)
- خوسيه بازوالدو على موقع الاتحاد الأوربي (الإنجليزية)
- خوسيه بازوالدو على موقع قاعدة بيانات كرة القدم.إي يو (الإنجليزية)
- خوسيه بازوالدو على موقع بيانات كرة القدم. دي إي (الألمانية)
- خوسيه بازوالدو على موقع ناشيونال فوتبول تيمز (الإنجليزية)
- خوسيه بازوالدو على موقع Soccerway.com (الإنجليزية)